# Surchung Sherab Dragpa
| Tibetische Bezeichnung                                               |
| -------------------------------------------------------------------- |
| Wylie-Transliteration: zur chung shes rab 'grags pa                  |
| Andere Schreibweisen: Surchung Sherab Dragpa; Zurchung Sherab Drakpa |
| Chinesische Bezeichnung                                              |
| Vereinfacht: 喜饶扎巴; 苏尔穹・喜饶扎巴; 小索尔•喜饶札巴             |
| Pinyin:Xirao Zhaba; Surqiong Xirao Zhaba; Xiao Sur Xirao Zhaba       |

Surchung Sherab Dragpa (tib.  zur chung shes rab 'grags pa; geb. 1014; gest. 1074), der sogenannte "Kleine Sur", war ein bedeutender tibetischer Geistlicher der Nyingma-Schule des tibetischen Buddhismus. Er ist als einer der Drei Surs aus der Sur-Familie (zur) bekannt. Es heißt von ihm, er habe die Zweige der Nyingma-Doktrin ausgebreitet (yal ga kskyangs).